# Траурный поезд

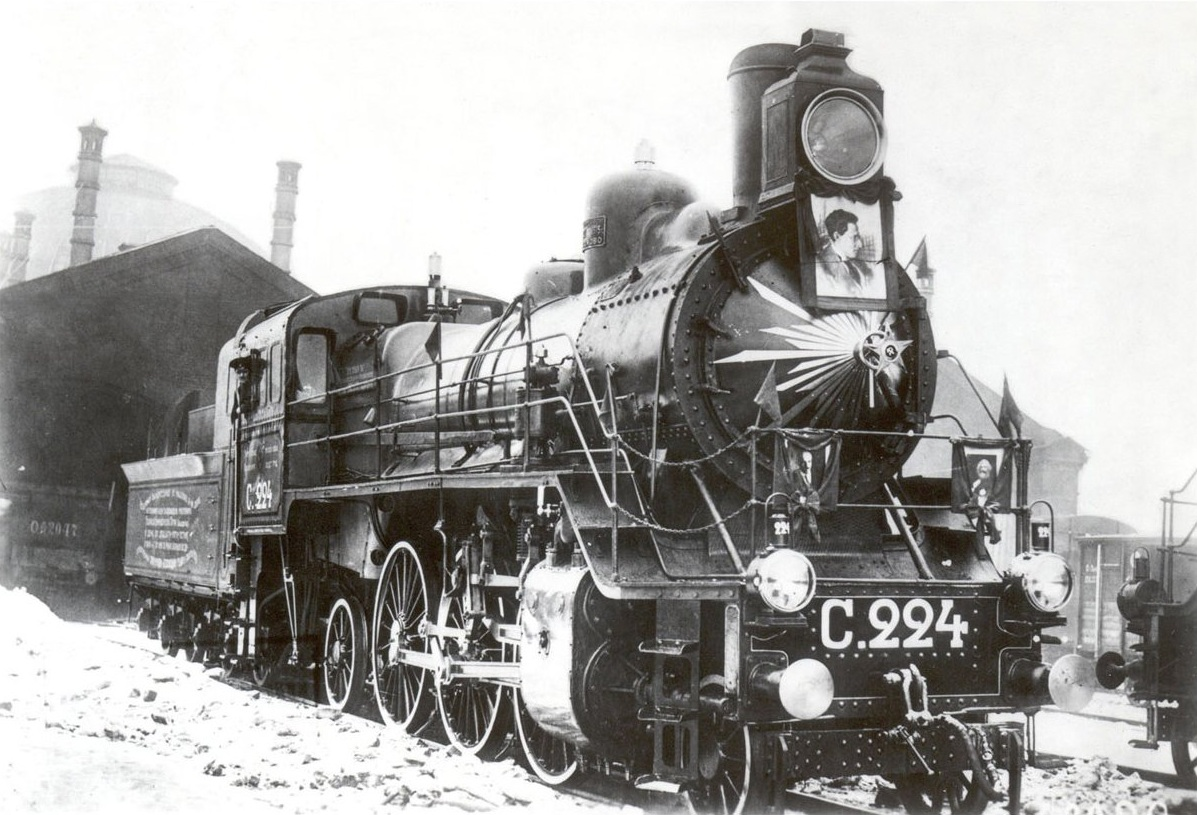
Траурный поезд М. С. Урицкого (Паровоз С224)

Траурный поезд (или похоронный поезд) — особый тип железнодорожного состава, который служит для доставки тел умерших к месту захоронения. Существовали похоронные железнодорожные линии, обслуживающие только доставку тел и прощающихся к местам захоронений на удалённые от городов кладбища (например, в Санкт-Петербурге, Лондоне, Мельбурне и Сиднее).

## Санкт Петербург
Мертвый Петербург больше живого. […] Начали устраивать загородные [кладбища], по линиям железных дорог. Целые похоронные поезда отходят ежедневно из Петербурга, увозя десятки гробов; иные наставлены кучей в одном вагоне, другие занимают отдельные вагоны, торжественно красуясь на траурных катафалках. Свистит машина, трогается поезд с мертвым грузом, а навстречу ему подходят к городу поезда с живыми, с новым запасом народа, из которых многие и многие поедут назад только до первой станции - Преображенского или Удельного кладбища.
Здравствуйте, живые; прощайте, мертвые!
— Всеволод Гаршин, 1882
На станции «Преображенская» (ныне Обухово) существовала специальная покойницкая платформа для доставки похоронных процессий на Преображенское кладбище (ныне «Памяти жертв 9 января»).

Для покойников и провожатых существует на Николаевской дороге отдельный вокзал, платформа и особые поезда. На платформе было около двадцати гробов, с дощечками «отпетый» и «неотпетый». Первых было 8, вторых больше 10. Последние, кажется, больничные, судя по внешнему виду гроба и отсутствию кого-либо из провожатых. Гробы поставили в товарные вагоны. Ровно в 10 ½ часов пришел пассажирский поезд; к нему в хвост прицепили вагоны и мы поехали до станции «Преображенской»— Н. Н. Животов. Шесть дней в роли факельщика, 1894

## Лондон
В Лондоне существовала специальная похоронная железнодорожная линия London Necropolis Railway, доставлявшая тела усопших и прощающихся на Бруквудское кладбище.

## Именные поезда
Хотя для государственных похорон используют преимущественно катафалки и лафеты, использование траурных поездов довольно распространено. Так, в Великобритании в поездах перевозились тела королей Эдуарда VII и Георга VI. Из премьер-министров же подобной чести удостоился лишь Уинстон Черчилль. Траурные поезда использовались на похоронах американских президентов Авраама Линкольна, Франклина Рузвельта, Дуайта Эйзенхауэра и Джорджa Бушa, канадских премьер-министров Джона Макдональда, Джона Дифенбейкера и Пьера Трюдо. В СССР поезд использовали при похоронах Ленина (следовал от платформы Герасимовская до Павелецкого вокзала, впоследствии музеефицирован), а также М. С. Урицкого и С. М. Кирова.

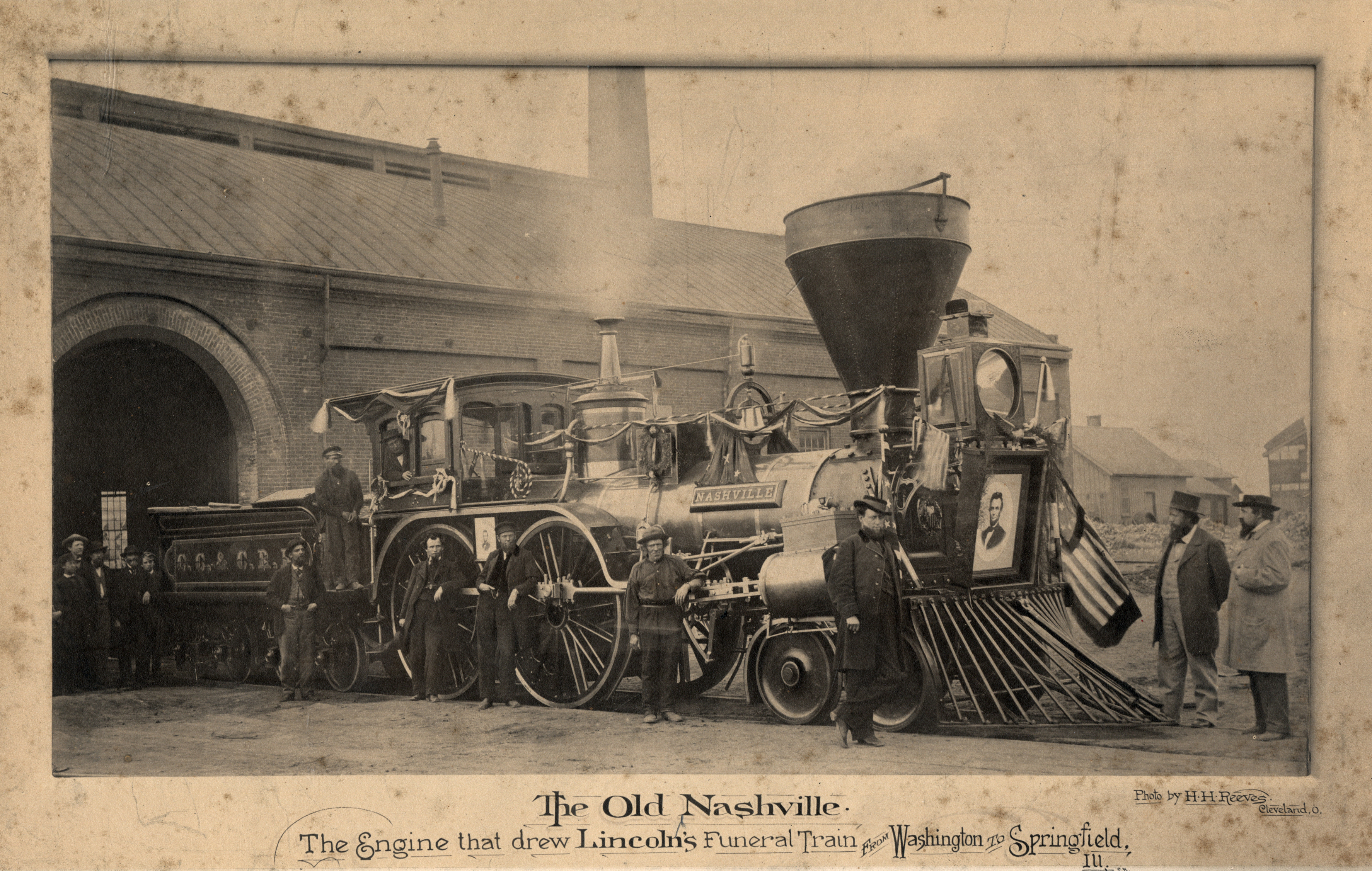
Поезд Линкольна (паровоз наиболее вероятно Уильям Мейсон)
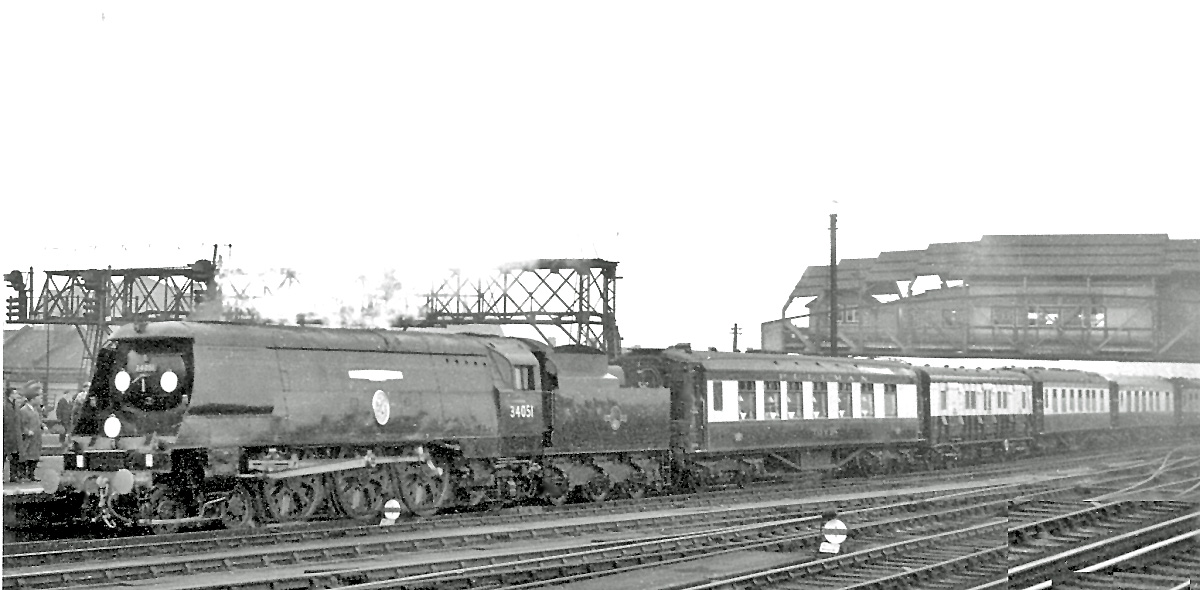
Поезд Черчилля
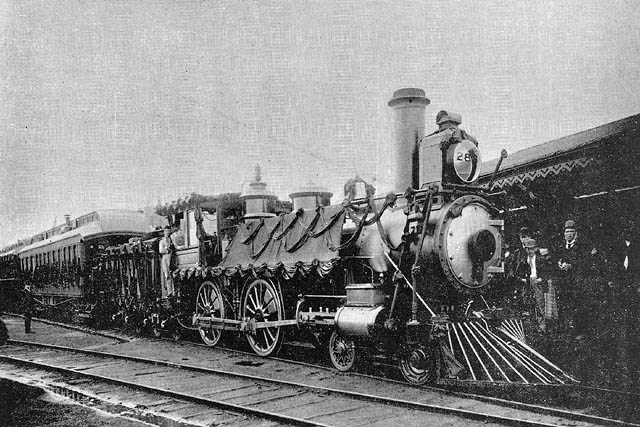
Поезд Макдональда